# Krzeszów Dolny
Krzeszów Dolny – wieś w Polsce położona w województwie podkarpackim, w powiecie niżańskim, w gminie Krzeszów.
W latach 1975–1998 miejscowość administracyjnie należała do województwa tarnobrzeskiego.
Przez wieś przebiega żółty szlak turystyczny z Sandomierza do Leżajska.
Wierni Kościoła rzymskokatolickiego należą do parafii Narodzenia Najświętszej Maryi Panny w Krzeszowie.